# دلتا عقاب
دلتا عقاب یک ستاره است که در صورت فلکی عقاب قرار دارد.